# Yüksel Arslan
Yüksel Arslan (* 27. Juli 1933 in Istanbul; † 20. April 2017 in Paris) war ein in Paris lebender türkisch-französischer Künstler.

## Leben
Yüksel Arslan besuchte von 1949 bis 1952 das als deutsche Auslandsschule anerkannte İstanbul Lisesi. Danach studierte er Kunstgeschichte an der Universität Istanbul. In dieser Zeit lernte er unter anderem Werke von Paul Klee, André Breton und Jean Dubuffet kennen und begann Ende der 1950er Jahre eigene Kunstwerke zu schaffen. 1962 wanderte er aus politischen Gründen nach Frankreich aus. Er lebte und arbeitete seit dieser Zeit in Paris.
Seine Werke nannte er artures, zusammengesetzt aus art und littérature. Es sind meist kleinteilige Kombinationen von farbigen Zeichnungen oder Gemälden auf Papier mit geschriebenen Abschnitten, die einen kollagenhaften Eindruck vermitteln. Die Kunstwelt wurde erst seit einer Retrospektive im Kulturzentrum Santralistanbul im Stadtteil Eyüp von Istanbul im Jahre 2009 auf ihn aufmerksam, obwohl er in der Türkei in Privatsammlungen schon lange geschätzt wurde. Es folgte 2012 eine von Oliver Zybok kuratierte Ausstellung in der Kunsthalle Zürich, der Kunsthalle Düsseldorf und der Kunsthalle Wien.

## Ausstellungen
- 1975: Le Capital, artures: 30 tableaux d’après “Le Capital” de Karl Marx. Librairie la Nouvelle faculté, Paris, ISBN 2-224-00202-5.
- 2009: Yüksel Arslan: Retrospektifi, Santralistanbul, Eyüp, Istanbul.
- 2012: Yüksel Arslan. Artures, Kunsthalle Zürich, Kunsthalle Düsseldorf und Kunsthalle Wien.
- 2013: Yüksel Arslan, Biennale di Venezia.

## Auszeichnungen
- 1981: Sedat-Simavi-Preis für Bildende Kunst